# LEGO Technic
LEGO Technic（英語：LEGO Technic）是LEGO一個以描繪機械傳動爲主，且貼近於模型描繪對應真實世界交通工具機械傳動功能的系列。與其他通常使用LEGO積木拼接成型的其他LEGO系列不同，LEGO Technic主要是以齒輪、車軸與連接栓零件來構建。同時，以LEGO Technic元素構建的模型較其他的LEGO系列模型也有著更多的功能，更穩定的模型結構，與更加具有挑戰性的拼搭歷程。LEGO Technic的主要零件起初是Technic系列內專用，隨著Technic系列的發展，Technic系列零件亦開始出現在其他系列當中，以輔助構建或引入機械傳動的玩樂功能。
LEGO Technic也會與衆多的品牌方合作，推出等比例縮小的載具模型，有時候亦會發起1:1還原挑戰。自2020年起，LEGO Technic是LEGO衆多系列當中備受LEGO玩家青睞的系列之一，一些Technic系列產品亦斬獲過玩具協會的獎項，在LEGO樂園當中也有屬於LEGO Technic的玩樂區域。

## 歷史

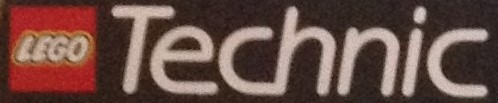
LEGO Technic自1984年至1998年使用的標誌

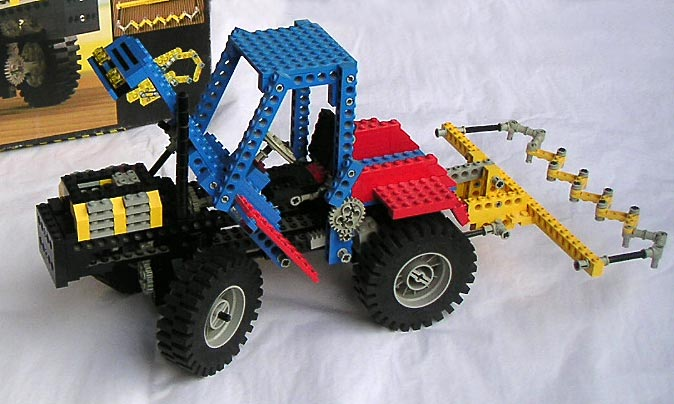
Technic系列：專家拼砌者於1981年發售，產品編號爲8859的模型套裝

LEGO Technic於1977年在歐洲推出，當時稱爲「專家拼搭器（Expert Builder）」，翌年，Technic系列以專家拼砌者的名稱在美國開始發售。1984年，專家拼砌者更名爲「科技」，同年LEGO開始在Technic系列當中使用氣體力學組件。
Technic系列人偶於1986年至2001年推出，總共推出過27款。與LEGO的經典人偶相比，Technic系列人偶顯得更加高大，機動性也比LEGO的經典人偶要高。LEGO也曾爲這些Technic系列人偶量身打造專用座椅乃至於專屬配飾。
1990年，Technic系列更新所使用的電氣系統，包括使用9V電池倉並搭載適配的摩打來取代原先的4.5V電池倉。9V電池倉需要6節1.5V鹼性電池用以供電。LEGO建議使用不可充電的鹼性電池來爲電池倉進行供電，以確保能提供穩定的9V電壓。摩打則設計成電機與車軸連結的狀態，需要搭配齒輪才能發揮馬達的傳動功能。同時LEGO也推出一款全新的動力傳導皮筋，以確保其能夠承受較原先皮筋更高的扭矩與防止在長時間緊綳狀態下失去彈性進而影響Technic系列模型機械效能。
曇花一現的光纜系統，僅在1996年推出。光纜系統本質上只是將一些透明的塑膠軟管，連結到帶有LED燈的中繼組件再連結至電池倉中，啟動後會發出暗淡的紅色燈光。由於當時的LEGO集團內部溝通不暢，幾乎沒有人同時知道製造光纜系統組件的成本與搭載光纜系統的Technic系列套裝定價，導致這些套裝的定價最後遠低於LEGO集團在製造時所付出的成本，幾近變成使得LEGO集團破產的罪魁禍首之一。
同樣是在1996年，LEGO於4月開始開發Mindstorm系列。後於1998年9月，LEGO發售第一個Mindstorms套裝並搭載Mindstorms RCX可程式化邏輯控制器。
Technic系列在1999年至2000年間，亦有製造同屬於生化戰士系列和星球大戰系列的套裝。

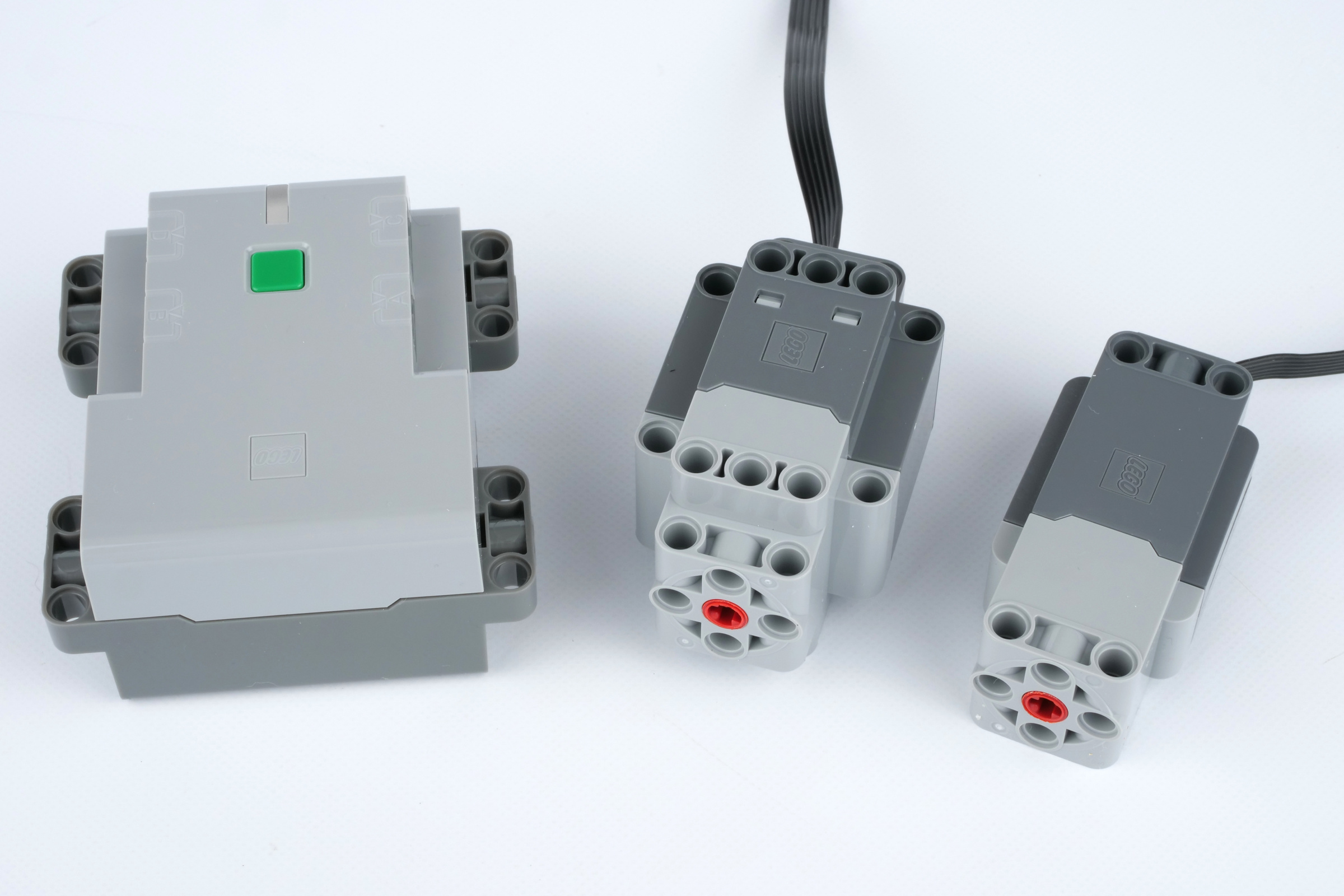
Technic系列Powered Up電氣系統的電池倉與摩打

2009年，Technic系列的電氣系統迎來第二次更新，更新後以電池倉、摩打和電綫爲主要組件的電氣系統，被稱爲「電源功能（Power Function）」。電源功能推出後即取代LEGO原先使用的9V與無綫電控制系統。更新後的Technic系列電氣系統包括遙控器、變壓器、燈與紅外綫接收器等組件。

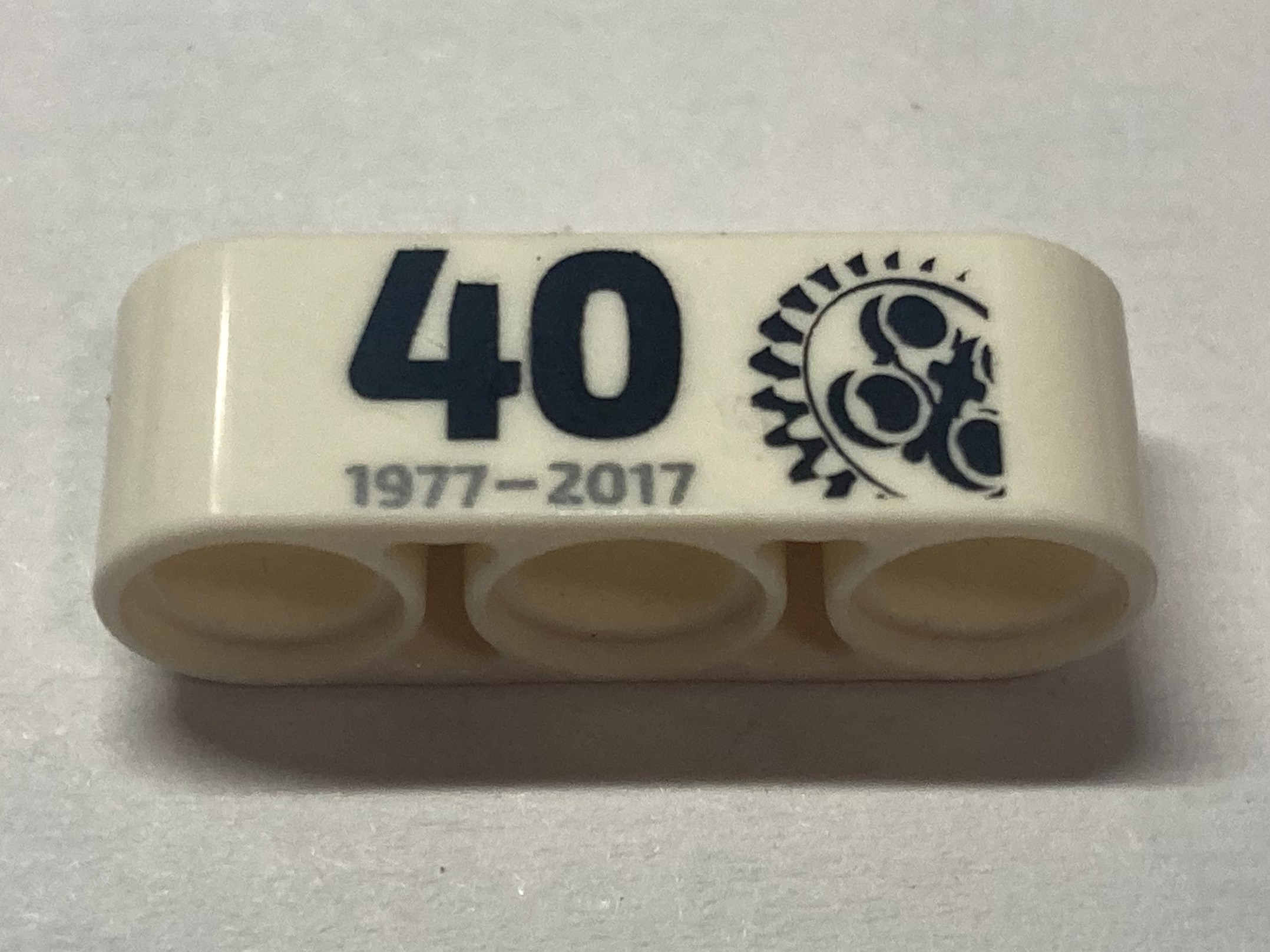
LEGO Technic 40週年紀念橫樑

2017年，LEGO Technic爲慶祝Technic系列成立40週年，所有於2017年發售的Technic系列模型均額外附有一個特別印製的白色橫樑，橫樑上印有象徵著Technic系列的齒輪，數字40以慶祝Technic系列成立40週年與「1977-2017」的字樣。LEGO Technic亦有發佈一份特製的拼搭說明書，使用Technic系列於2017年發售的三個特別產品再搭配這本特製的拼搭說明書，即可複刻Technic系列功能標準，包括汽車引擎、差速器、懸掛系統、轉向連動與可調節座椅的開山鼻祖——於1980年發售，產品編號爲8860的汽車底盤。
Technic系列的電氣系統第三次更新發生於2019年，更新後的電氣系統稱爲「Powered Up」，含義是「爲LEGO玩具注入能量」。Powered Up可在智能電話端安裝CONTROL+應用程式後，開啟藍牙透過編寫程式碼的方式發出各式指令，實現遠端控制模型。與電力系統相比，Powered Up由於使用藍牙而非紅外綫，因此可以穿墻控制，同時也有增大可控制LEGO模型的範圍。原先使用紅外綫進行遠程控制的電源功能可控制距離遙控器10米之內的模型，而搭載Powered Up的模型在模型距離電話10米開外仍能控制。在應用程式CONTROL+的作業介面也有能夠顯示模型各參數的一席之地，且如果應用程式偵測到摩打過載後亦會強制摩打停轉。Powered Up與電源功能具備一定的相容性，將電源功能中的紅外綫接收器充能後，與通電中的Powered Up顔色傳感器和距離傳感器進行連結並調整至正確的模式後，即可使用Powered Up組件透過發出紅外綫指令來控制電源功能組件。
LEGO Technic爲培養孩童的理工科興趣，亦曾於2021年發起過一項挑戰：LEGO集團與富豪集團合作，LEGO集團向其俱樂部當中的孩童參與者寄送產品編號爲42114的6×6富豪集團鉸接式卡車的Technic系列模型，對應富豪集團建築機械V60H。參與挑戰的孩童們需要在三個月的時間內，研究出在僅使用與複用42114所含Technic系列組件的情況下，製造出足以產生拉動包括43噸富豪集團V60H工程車、工程車上裝載共45噸重的沙石與12噸重的平衡配重塊在內總共100噸的拉力，並透過雲端協作的方式來向LEGO集團的工程師們分享拼搭方案。挑戰孩童們需要設計出能夠產生1萬牛力道的裝置。在經歷2000小時的研究、拼搭與測試後，挑戰孩童們最後使用728168個Technic系列組件與1920個Technic系列加大號摩打，完成拉動總共100噸工程車、沙石與平衡配重塊的挑戰，並使其前進50米。
隨著LEGO Technic的發展與LEGO集團逐漸偏好於發佈面嚮LEGO的成年人玩家產品，Technic系列組件與LEGO積木之間已經成爲相輔相成的關係。LEGO積木多作爲模型構建的裝飾性外殼並賦予模型外觀，Technic系列組件則作爲模型的支撐結構並賦予玩樂形式。

## 組件介紹
LEGO Technic的口號是

，LEGO Technic的設計師們在設計Technic系列模型時會遵守以下三大原則：真實性、功能性與挑戰性。在「就像真的一樣」的框架下，

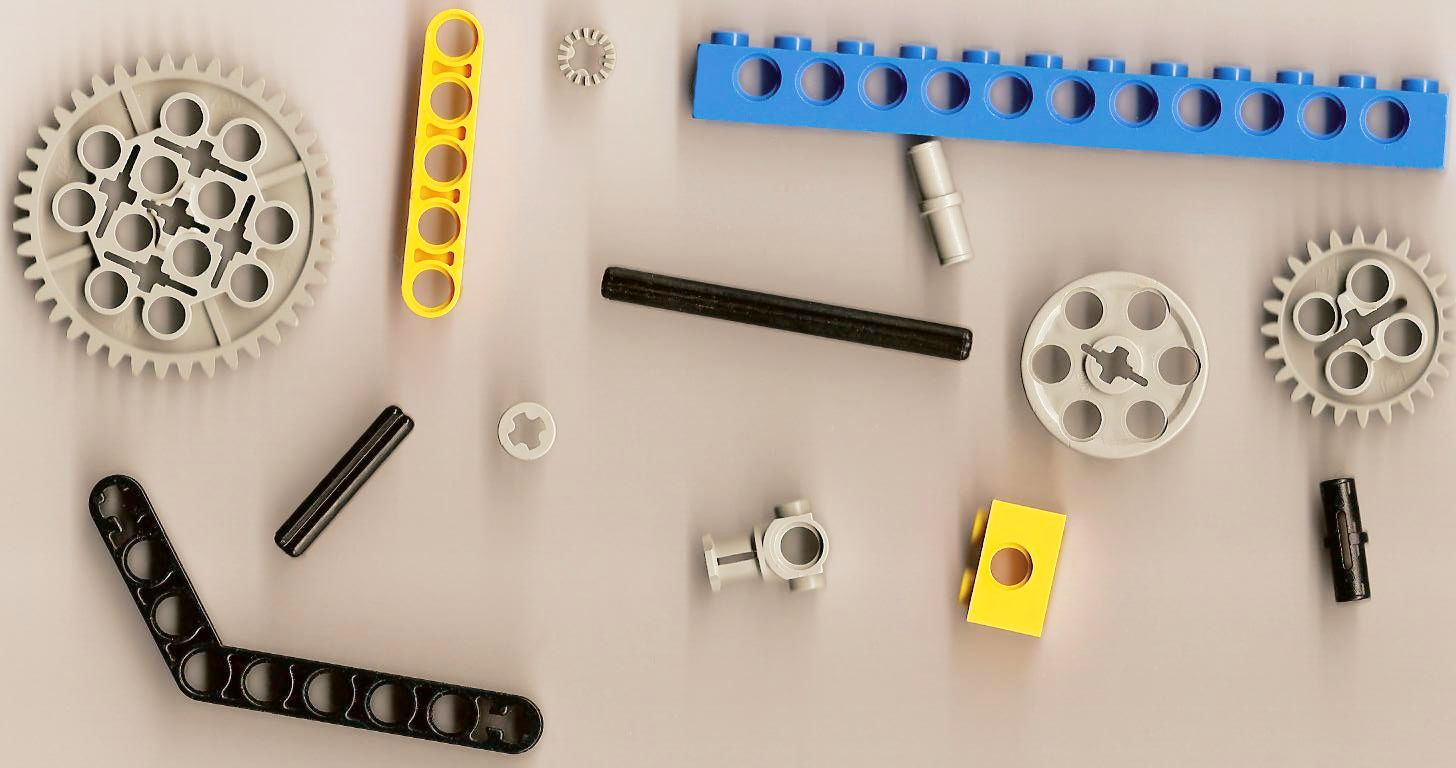
Technic系列的基本構成組件，四種基本組件在圖內均有顯示

Technic系列模型所使用的組件，與LEGO的經典系列模型迥然不同。LEGO經典系列模型使用樂高積木堆砌而成，而Technic系列模型則由橫樑、齒輪、車軸、連接栓這四大基本要素構成。在「就像真的一樣」的框架下，LEGO Technic的玩家們可以構建微小的模型，並使用Technic系列組件讓模型即便微小但仍有仿真的玩樂功能。雖然搭建Technic系列模型的難度比搭建LEGO經典系列模型的難度高，但是高難度也隨之帶來高級的機械性與複雜的傳動性，以及對基礎物理的啟迪。

### 橫樑

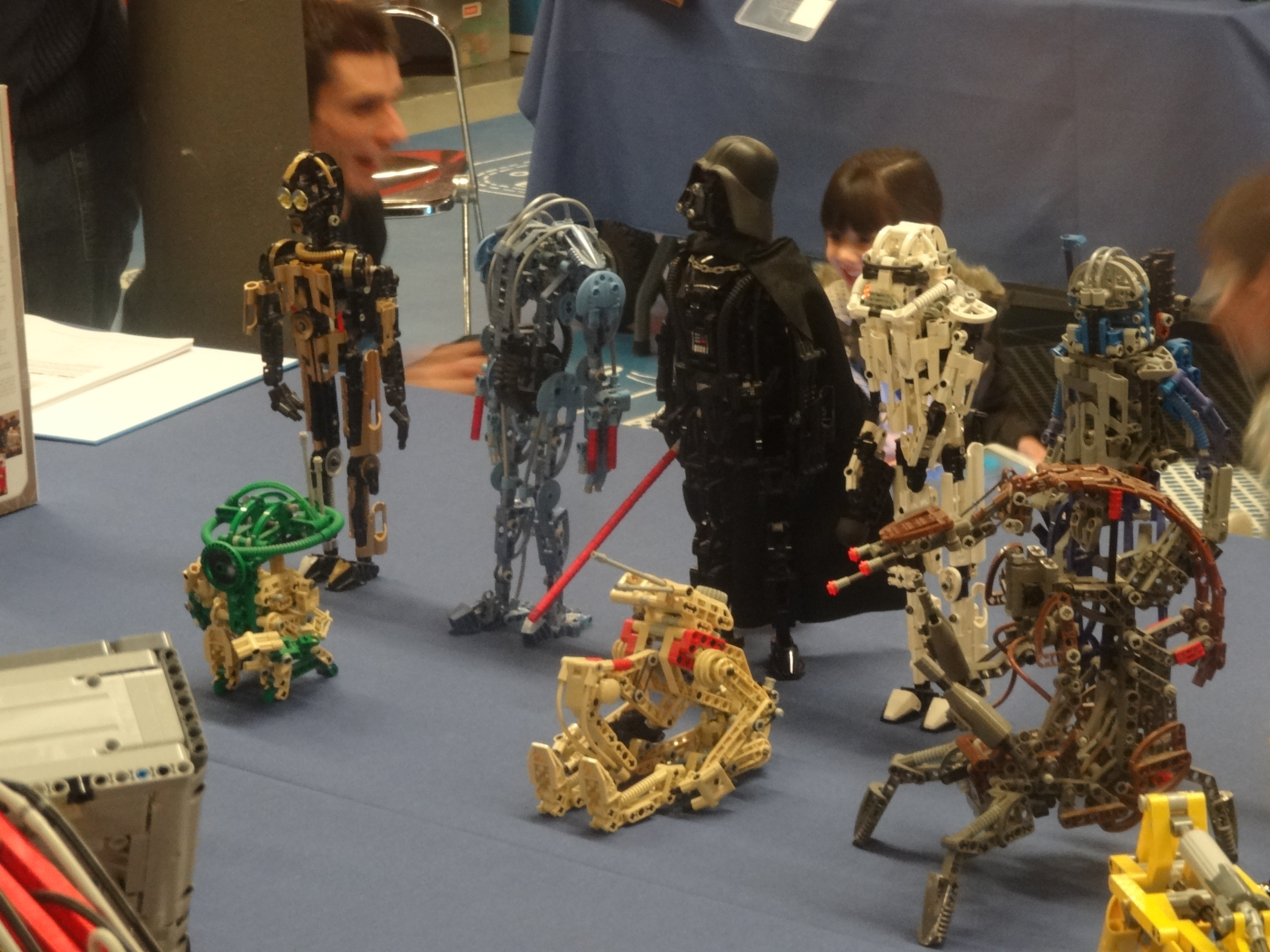
使用Technic系列組件構建的星球大戰角色

橫樑是構成Technic系列模型的奠基石，橫樑類似於LEGO經典系列的長條積木磚，並且中間具有可以咬合連接栓與可使車軸穿過的孔位，一個橫樑零件上所具有的孔位數目恆爲奇數，最長的橫樑有15個孔位。Technic系列當中還存在一類薄橫樑，這種橫樑只有半個橫樑的厚度。奇數的薄橫樑最早出現於1997年，翌年Technic系列出現偶數薄橫樑，偶數薄橫樑恆以薄橫樑的方式出現，且所有薄橫樑均無螺柱。自1977年至1999年，Technic系列所使用的非薄橫樑都帶有螺柱，2000年之後的Technic系列模型則開始使用無螺柱橫樑進行構建。LEGO使用無螺柱橫樑來進行模型構建很可能是因爲原先所使用的螺柱橫樑，無法準確構建LEGO星球大戰系列內的角色。LEGO Technic的拼砌說明圖紙當中有以螺柱的長度來爲各種長度的橫樑編號，當出現需要使用橫樑進行拼搭的環節時，在當頁也有1:1的尺寸印刷，以便玩家檢查橫樑長度的正確性，透過帶螺柱的LEGO積木進行測量橫樑長度亦是可行之道。

### 齒輪

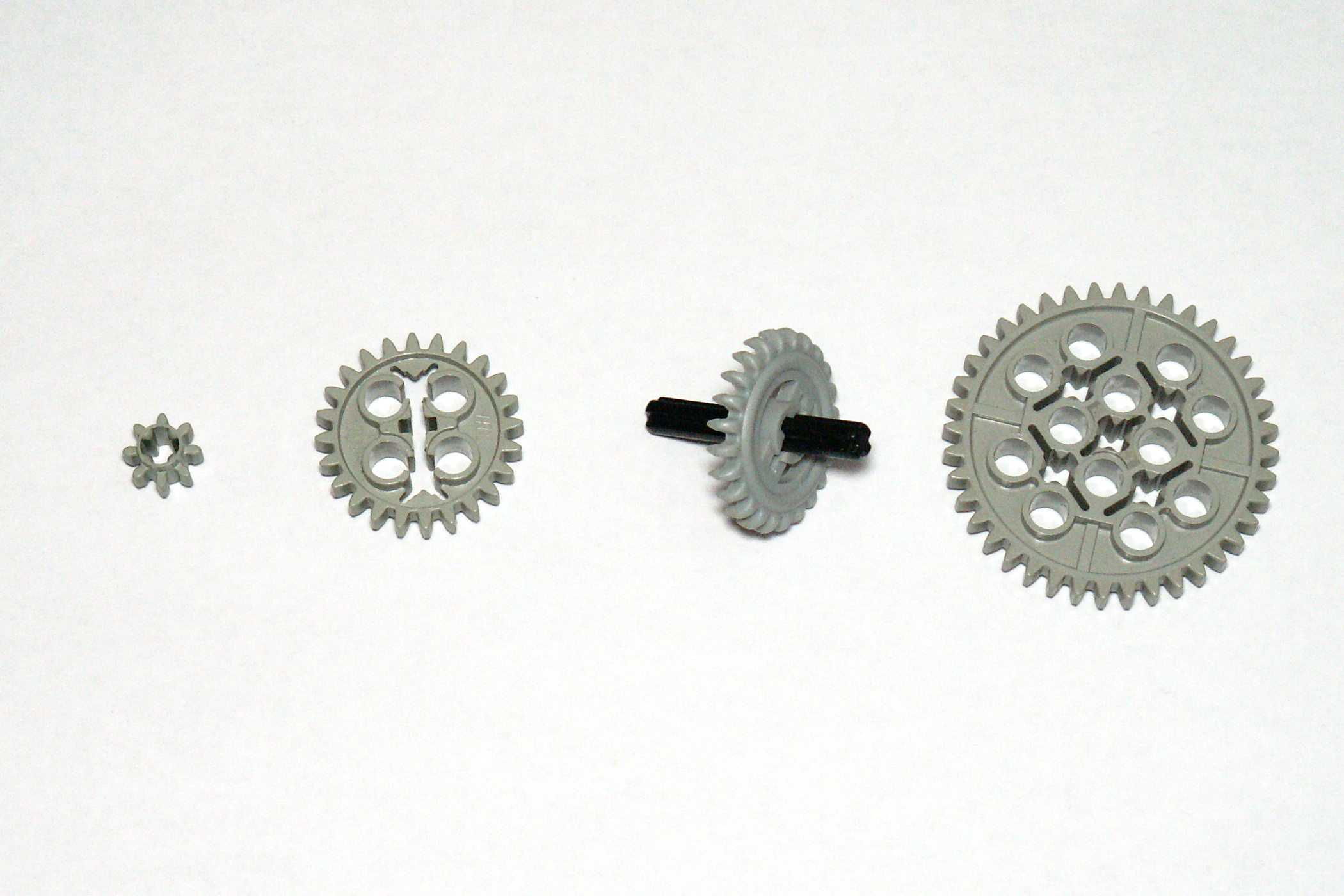
各式各樣的Technic系列齒輪，無論齒輪大小，車軸均可穿過齒輪正中央，且齒輪也可因此而被固定在車軸上

齒輪作爲LEGO Technic模型的常客，起到傳輸與管理旋轉動力的效用。自1977年LEGO Technic問世以來，絕大部分Technic系列模型的功能都需要齒輪的機械傳導完成，因此齒輪在Technic系列的重要性可見一斑。1980年，Technic系列設計出一種新的齒輪組合，由一個28齒的環形大齒輪與三個14齒的傘齒輪構成。兩個傘齒輪透過車軸連結到環形大齒輪的兩側，第三個傘齒輪則安裝在環形大齒輪內部爲傘齒輪預留的位置，三個傘齒輪爲環形大齒輪的行星齒輪。所有齒輪均可傳導連結車軸的轉動，並可以在一定程度上模擬差速器的功能。
Technic系列模型當中不僅有齒輪本身，LEGO Technic的設計師們還有設計適配於齒輪傳導的結構。例如Technic系列在1981年設計出一種齒條與連接栓相結合的結構，這個結構在與齒輪連結傳導齒輪的轉動性時，還運用平行四邊形的不穩定性帶動兩側連接栓向同側轉動。利用這個結構，可以在Technic系列的車輛模型上實現方向盤與車呔連動的功能。齒輪的變種蝸輪，於1986年開始成爲Technic系列組件的一部分。
1993年，Technic系列開發出一個轉動環組件，這個組件先與脊狀車軸連接器再與車軸連結後可以滑動，轉動環也可以與齒輪嚙合。Technic系列的設計師們將轉動環與兩組齒輪結構相搭配，預設狀態是轉動環組件位於組件中央，不與兩組齒輪結構當中的任意一組嚙合。當透過連結到轉動環的撥片撥動轉動環時，轉動環同一時間僅能與一組齒輪結構嚙合並傳導轉動。這種結構使得在Technic系列中設計出波箱成爲可能，亦提供多樣化的機械傳動選擇。兩年後Technic系列設計出蝸桿傳動結構，透過這個結構可以實現24倍的減速。
LEGO集團建議在拼搭Technic系列模型時不要將齒輪過緊嚙合，因爲需要一些空間以供齒輪移動或轉動。

### 車軸
車軸是Technic系列當中進行機械傳遞的基本單位，横截面爲十字形。使用車軸進行機械傳遞的優點是防止Technic系列組件滑脫、容易拼搭且確保居於橫樑孔位正中央。車軸的尺寸與螺柱相同，並依長度有著不同的編號，除長度2以外的車軸恆爲黑色，奇數長度車軸恆爲灰色。在1997年，LEGO Technic引入帶溝槽的長度2車軸，雖然溝槽會降低Technic系列模型的結構強度，但是溝槽的存在意義是爲方便拆卸。此前由於長度2車軸的長度過短而很難拆卸，而有溝槽之後的長度2車軸可以使用指甲來進行拆卸。2005年，長度2的車軸顔色由黑色變更爲紅色，使其更易尋找。自2003年起，奇數長度的車軸開始出現在Technic系列的模型當中。
車軸具有三個變種，第一個變種最先出現於1995年，在車軸的一端具有擋板以及一個螺柱。若與橫樑搭配使用，則可以創造出一個單獨的螺柱與不會從橫樑中滑脫的可旋轉軸。第二個變種自1999年起開始在Technic系列模型當中，並恆爲5.5長度。得益於其擋板可以防止車呔的滑脫，5.5長度的車軸被大量用於車呔的支撐軸。第三個變種與電源功能同步出現，相較於第一個變種的不同之處在於沒有螺柱，擋板可以將車軸固定，目的是爲確保摩打連結軸不因時間推移而滑脫。
同橫樑一樣，LEGO Technic的拼砌說明圖紙當中也有以螺柱的長度來爲各種長度的車軸編號，同時配備有1:1的尺寸印刷對照。當車軸與齒輪拼接時，LEGO集團建議勿讓兩者過緊貼合，以確保模型搭建後的性能。

### 氣體力學
LEGO氣體力學是可以透過兩點之間的電路移動進行氣壓增加，以執行各種機械功能的組件，其原理近似於液壓機械。LEGO氣體力學最早於1984年問世，並率先使用在Technic系列與DACTA系列當中。氣體力學組件包括氣泵、氣壓缸、氣壓罐、三叉氣閥與氣動管。早期的LEGO Technic玩家還需手動將長氣動管切割以匹配組件所需長度，後來LEGO集團在套裝中匹配正確組件所需的氣動管長度後，LEGO Technic的玩家就毋需手動切割。拼搭說明當中也有標明各種長度的氣動管，以幫助Technic系列玩家的搭建。

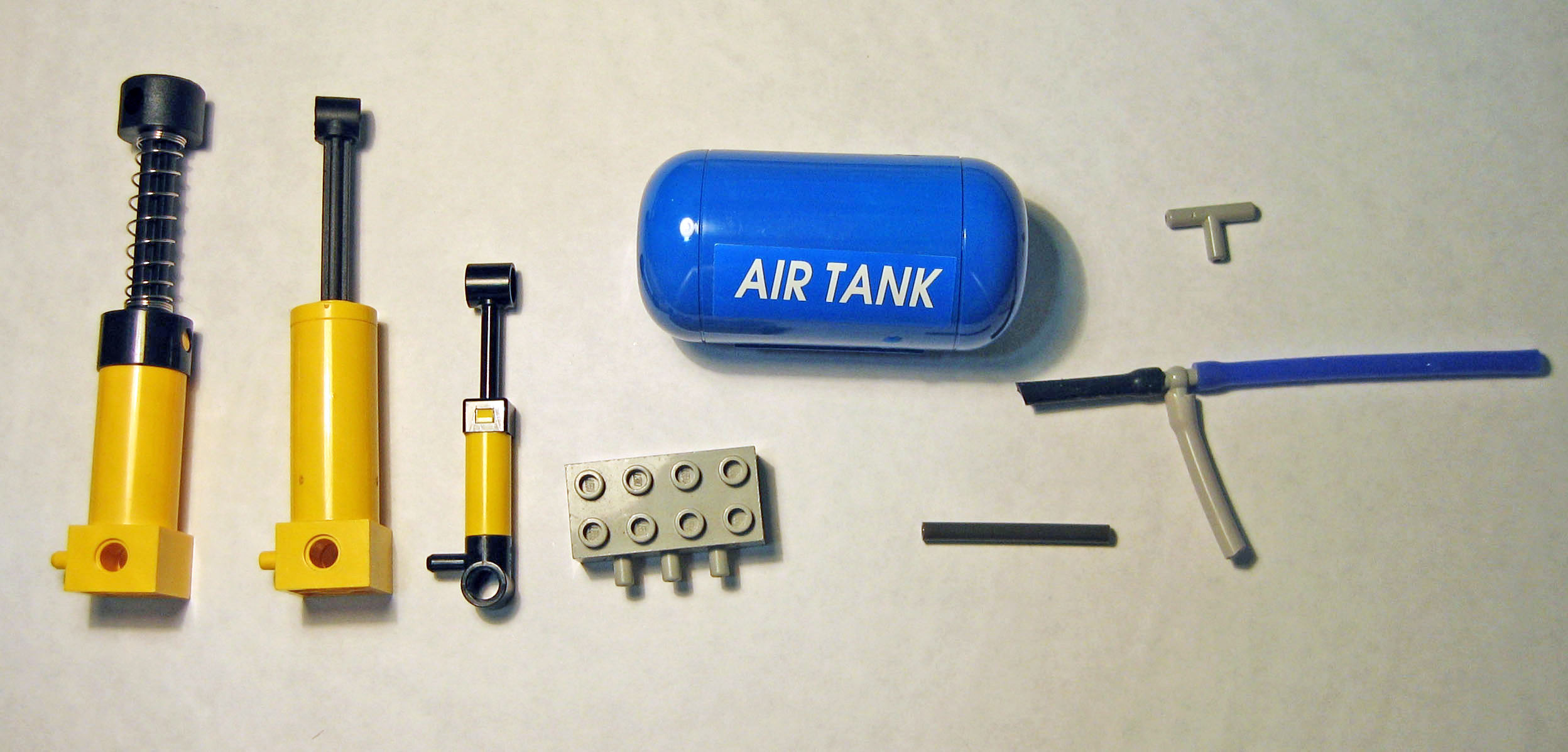
LEGO氣體力學組件集錦

截至2024年11月，LEGO Technic總共生產34個含氣體力學組件的模型套裝。

## 1:1複刻

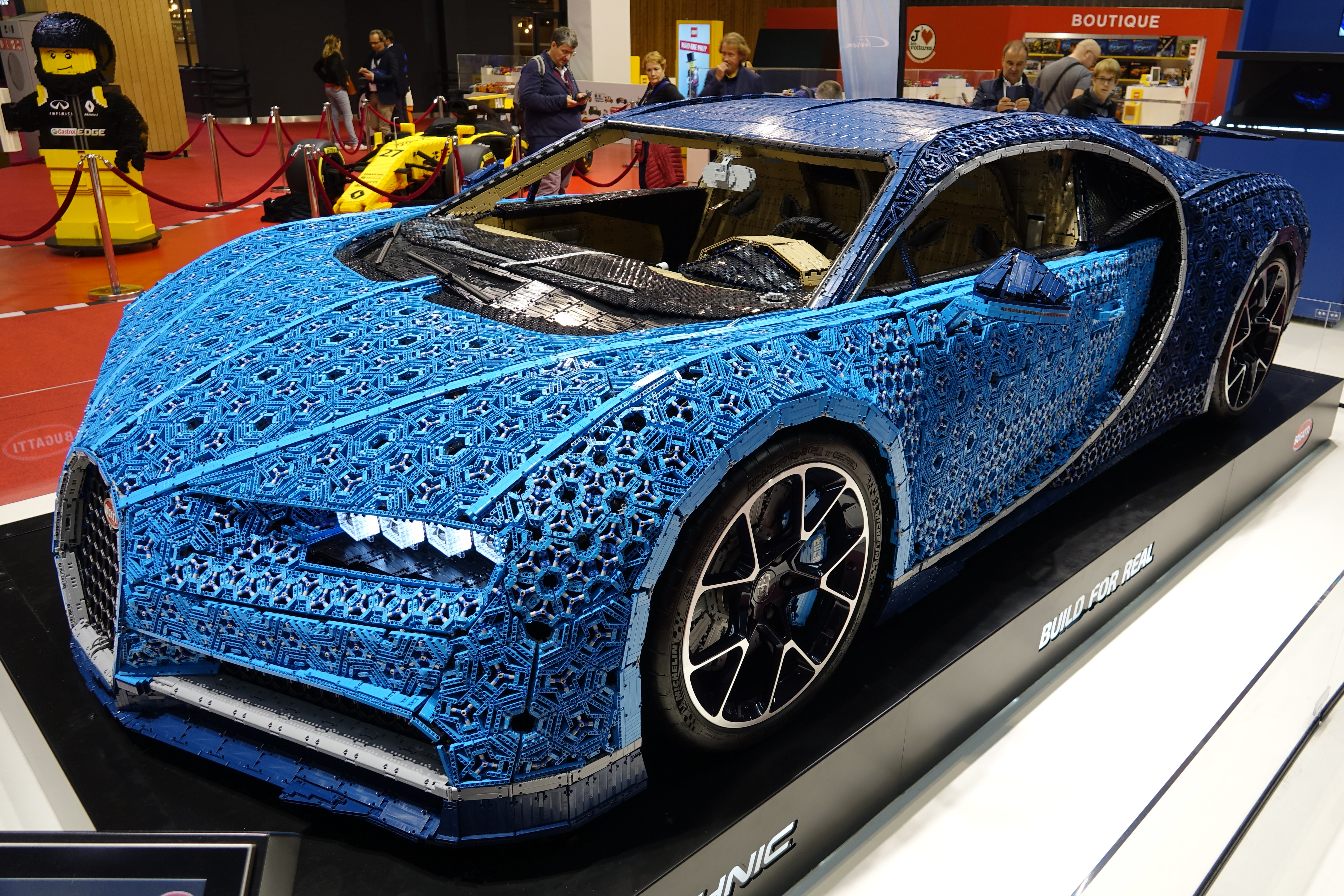
幾乎由全Technic系列組件拼搭的布加迪Chiron，並可以駕駛行進

自2018年以來，LEGO Technic對1:1複刻對應現實世界當中的載具模型興趣盎然，這些1:1複刻載具有些是靜態展示使用，例如杜卡迪Panigale V4、林寶堅尼Sián FKP 37與標緻在勒芒24小時耐力賽的參賽車標緻9X8 24H Le Mans Hybrid 頂級跑車。
有些由Technic系列組件複刻的1:1模型則可以駕駛行進，例如布加迪Chiron和麥拿倫P1。這些可以駕駛的LEGO Technic 1:1複刻模型的動力均由電源功能當中的摩打組件提供。完成這些可以駕駛的Technic系列1:1複刻模型，需要數十萬級別的Technic系列組件。LEGO集團在拼搭完成這些模型後也會邀請職業賽車手前來在專業賽道上測試其行駛速度。布加迪Chiron是在位於德國的埃拉-萊辛福士集團賽道上測試，錄得最高時速爲20公里每小時；麥拿倫P1是在位於英國的銀石賽道上測試，錄得最高時速爲60公里每小時。
在1:1複刻時LEGO集團還會嘗試完成進階挑戰，例如使用放大版本的橫樑並透過在1:1複刻時最大化契合1:10複刻的拼搭過程，以便於現場拼搭與縮短拼砌所需時間。

## 主題樂園

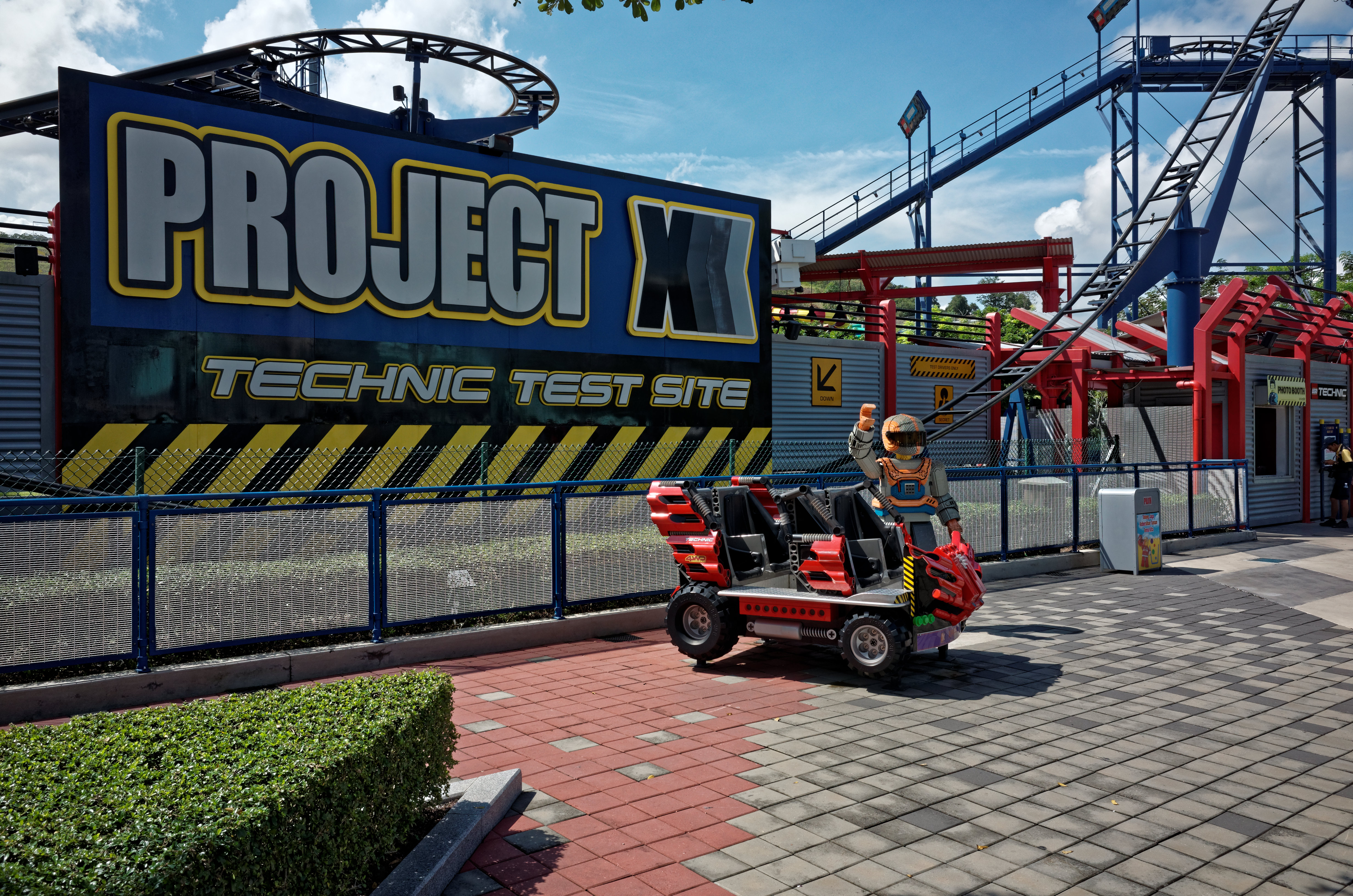
馬來西亞樂高樂園的計劃X 主題樂園，後於2018年更名爲LEGO大賽（The Great LEGO Race）

在LEGO樂園當中，亦有Technic系列的一席之地。自2001年至2012年，LEGO集團會在LEGO樂園的Technic系列主題區域當中設置名爲「Technic實驗軌道」的過山車遊玩項目。LEGO集團在佛羅里達LEGO樂園、馬來西亞LEGO樂園、加州LEGO樂園等地均有設置類似的過山車遊玩項目。Technic實驗軌道以單列車廂運行，每列車廂前後可乘坐兩人總共四人。
自2017年起，原有運營的Technic實驗軌道項目統一更名爲「LEGO大賽」，並維持原先的過山車遊玩項目。相較於原先的Technic實驗軌道，LEGO大賽新增VR遊玩選項，可以讓遊玩者在遊玩時穿梭於LEGO積木的世界當中。
LEGO樂園的Technic系列主題區域亦包括其他項目，包括「重構世界（Rebuild The World）」、「水上衝浪賽手（Aquazone Wave Racers）」、「科技龍捲風（Technic Twister）」、「LEGO機器人組裝與程式（LEGO Mindstorms）」與「LEGO學院（LEGO Academy）」。

## 所獲獎項
| 年度 | 獎項                                | 頒獎機構       | 產品編號 | 產品名稱                       | 所屬類別         | 來源   |
| ---- | ----------------------------------- | -------------- | -------- | ------------------------------ | ---------------- | ------ |
| 2015 | 年度最佳教育類玩具獎 年度最佳玩具獎 | 美國玩具協會   | N/A      | N/A                            | N/A              | [ 67 ] |
| 2019 | 夢寐以求玩具獎                      | 英國玩具商協會 | 42110    | Land Rover Defender            | 汽車、火車與飛機 | [ 68 ] |
| 2020 | 夢寐以求玩具獎                      | 英國玩具商協會 | 42111    | Dom's Dodge Charger            | 驚艷汽車         | [ 69 ] |
| 2022 | 夢寐以求玩具獎 最佳拼搭獎           | 英國玩具商協會 | 42137    | Formula E Porsche 99X Electric | N/A              | [ 70 ] |

## 評價
根據LEGO集團發佈的報告，自2020年起，Technic系列是LEGO集團全系列當中銷量名列前茅的其中之一系列。
麻省理工學院評價LEGO Technic組件不僅可以成爲昂貴實驗器械的物美價廉替代選項，而且還表示透過LEGO Technic組件DIY實驗器械可以幫助小型實驗室與欠發達地區的科研人員降低與時下尖端科技接觸的難度。

## 爭議事件
LEGO Technic原先計劃於2020年8月1號發售產品編號爲42113的V-22魚鷹式傾斜旋翼機的救援機組套裝，且已經得到貝爾公司與波音公司的品牌方授權，但由於V-22魚鷹式傾斜旋翼機同時部署在美軍當中且參與過戰事造成人員傷亡與造成人道主義危機的發生，因此即便V-22魚鷹式傾斜旋翼機著實參與過人道主義援助活動，德國反戰社運組織對此LEGO Technic套裝的發售表示抗議。
德國反戰社運組織對LEGO集團取得貝爾公司與波音公司的品牌方授權表示抗議，同時在抗議告示當中稱，在產品編號爲42113的V-22魚鷹式傾斜旋翼機救援機組套裝發售後，每一位購買此套裝的LEGO Technic玩家都在爲軍工企業助紂爲虐。同時表示V-22魚鷹式傾斜旋翼機被美軍經常性在阿富汗、也門以及伊拉克等地用於展開各類軍事行動，因此作出「軍工企業在任何時候絕不是一個玩具公司的合作夥伴」的結論。此外德國反戰社運組織亦表示自抗議告示發出後，發起請願要求LEGO集團即刻終止與軍工企業的合作並不染指任何軍事設施，以向LEGO集團施加壓力。
由於LEGO集團在發售套裝時確實有暴力避嫌現代武器現象，LEGO集團也在2010年時也表示過LEGO集團的基本目標是避免讓LEGO玩家尤其是兒童玩家透過LEGO套裝認識真實武器與軍事裝備，並在討論LEGO產品時不會提及暴力與血腥內容，亦不會讓大衆認爲LEGO集團是在美化衝突與悖德現象。因此LEGO集團於2020年7月21號宣佈取消發售產品編號爲42113的V-22魚鷹式傾斜旋翼機救援機組套裝，在取消發售的公告當中LEGO集團表示，雖然發售此套裝的初衷是體現救援機組的重要作用且套裝中的V-22魚鷹式傾斜旋翼機外觀也體現這架飛機是用於救援用途，但是由於V-22魚鷹式傾斜旋翼機僅軍方使用，而LEGO集團始終秉持著不涉足現實軍事載具套裝的立場，因此基於維護LEGO集團的品牌價值需要，LEGO集團決定取消發售此套裝，同時LEGO集團也在官網上抹除產品編號爲42113的V-22魚鷹式傾斜旋翼機救援機組套裝內容。但是基於LEGO集團宣佈取消發售產品編號爲42113的V-22魚鷹式傾斜旋翼機救援機組套裝時，距離原定發售時間僅剩10日且LEGO集團並未對已生產套裝進行召回，因此仍有少量的套裝流入市場，且售價因發售的取消而水漲船高。

## 軼聞
富豪集團於2018年與LEGO集團合作，透過Technic系列發佈產品編號爲42081的電力驅動自動駕駛機械建築概念車LX03，這使得Technic系列的此套裝成爲由Technic系列走向現實載具的第一個套裝。

## 圖片集錦

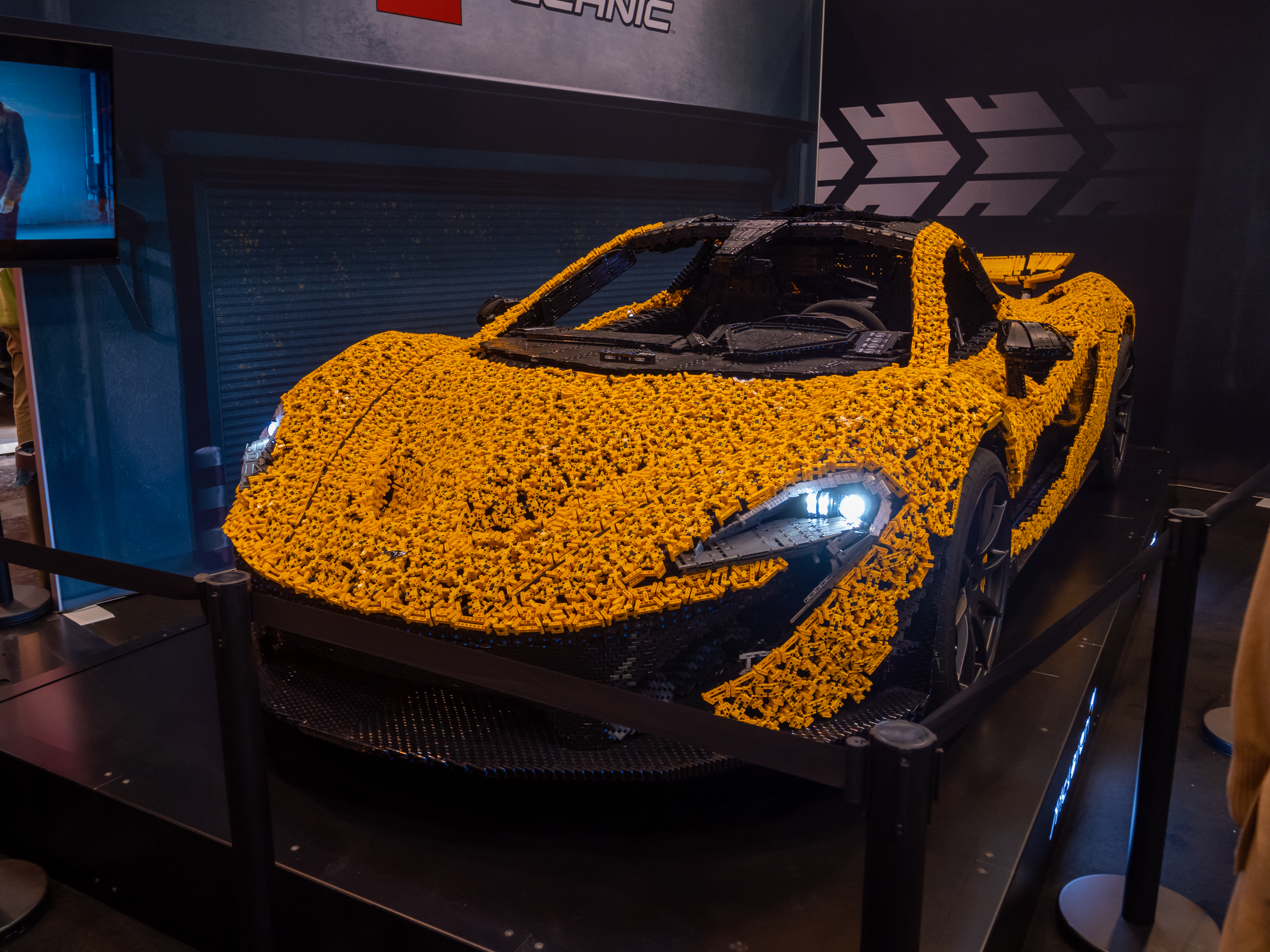
在2024年的埃森車展上展出的LEGO Technic使用幾乎全Technic系列組件構建的邁拿倫P1模型
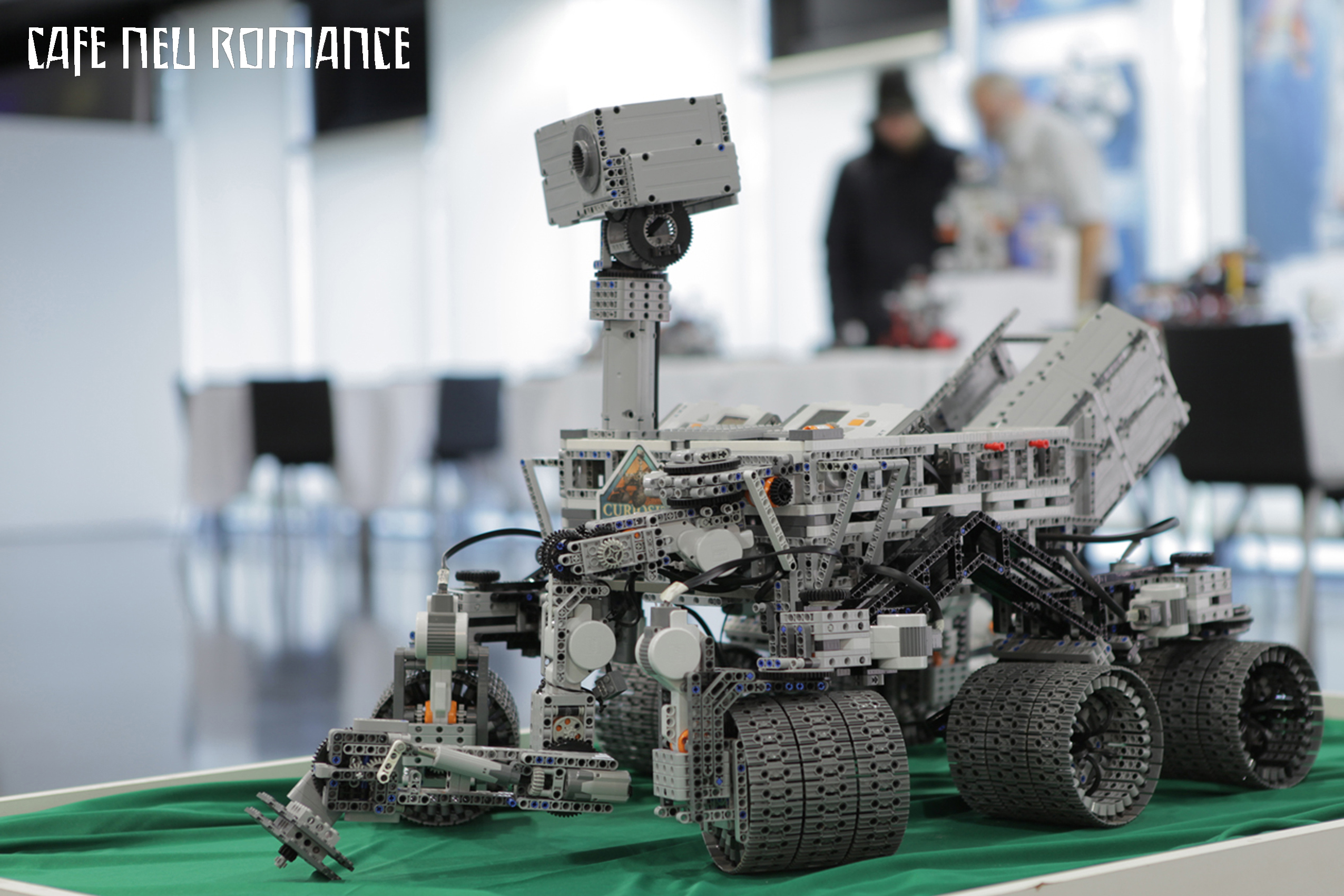
使用LEGO Technic組件與LEGO Mindstorms NXT構建的好奇號模型，NXT位於圖片中間偏右處
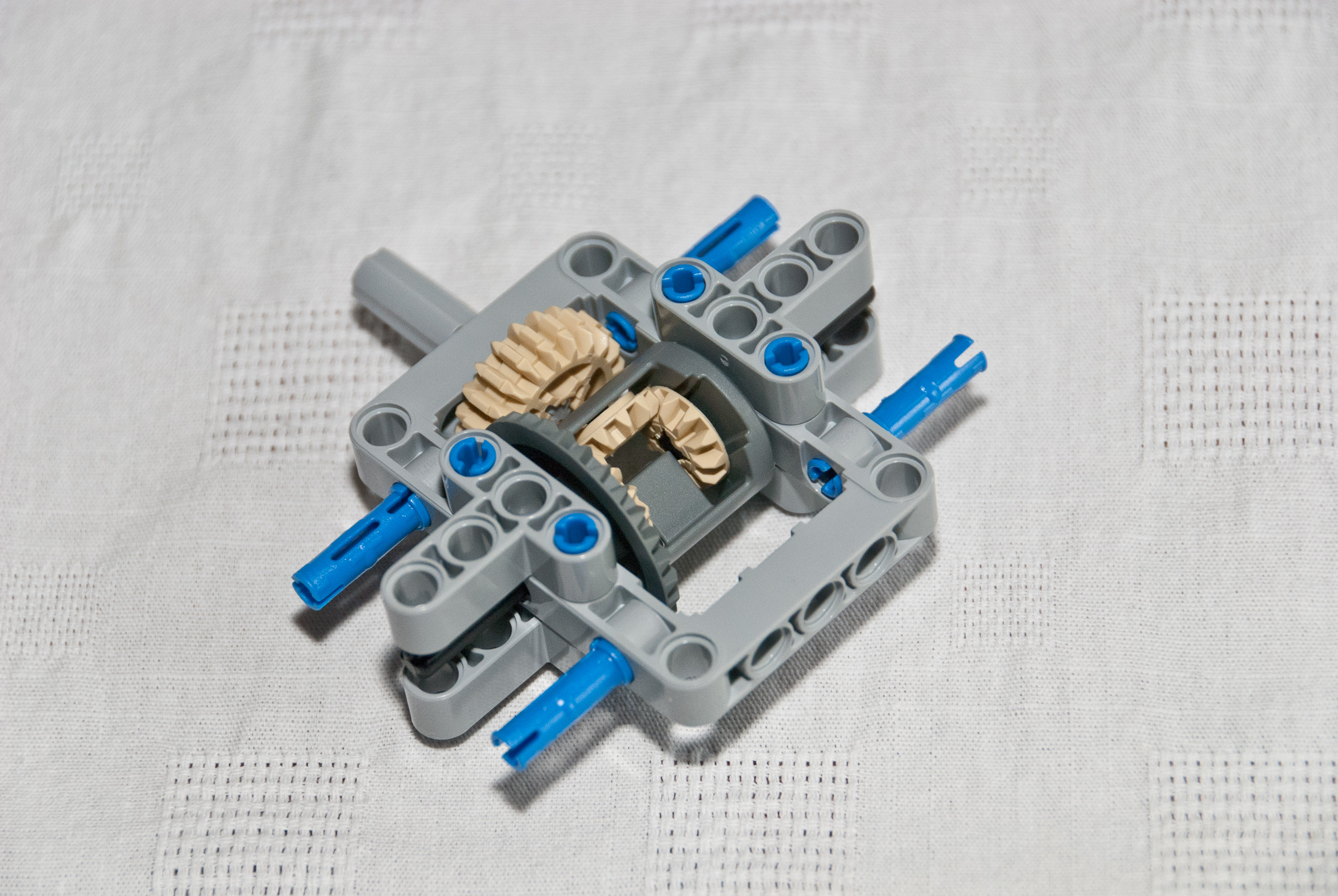
LEGO Technic於2011年發售編號爲8110，名稱爲「Mercedes-Benz Unimog U 400」的產品，可見透過行星齒輪可模擬差速器功能的組件
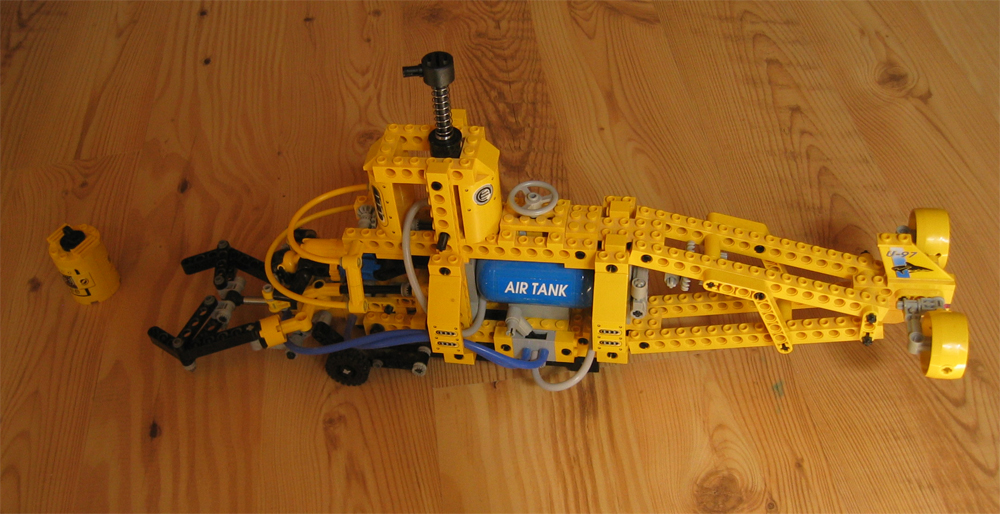
LEGO Technic於1997年發售編號爲8250，名稱爲「搜尋潛艇（Search Sub）」的產品，可見包括壓力容器與氣動管在內的氣體力學（英语：Lego pneumatics）組件
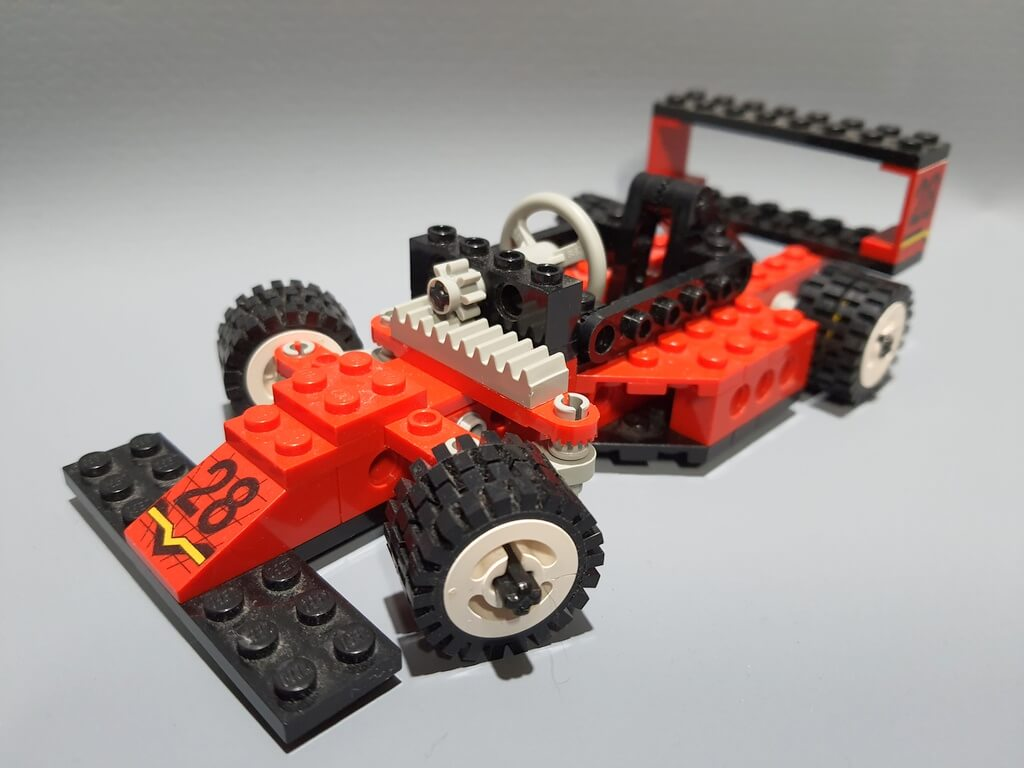
LEGO Technic於1994年發售編號爲8808，名稱爲「F1賽車（F1 Racer）」的產品，可見齒輪可以帶動齒條，進而實現方向盤與車呔的轉向連動
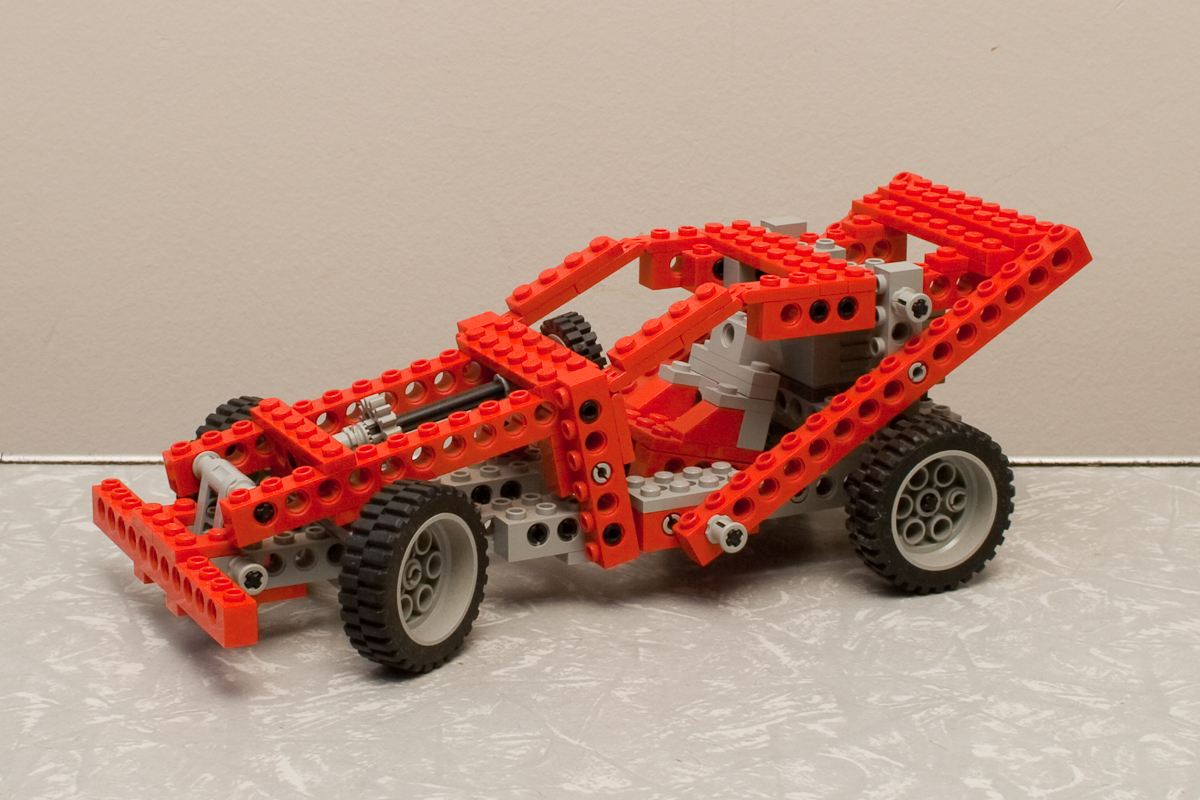
LEGO Technic於1990年發售編號爲8064，名稱爲「萬用摩打套裝（Universal Motor Set）」的產品，可見當時的Technic系列模型建構是使用帶螺柱的橫樑

## 外部連結
- （页面存档备份，存于）
- （页面存档备份，存于）
- （页面存档备份，存于）